# Alfred Loisy
Alfred Firmin Loisy (28 de febrer 1857 - 1 de juny 1940) fou un sacerdot catòlic francès, professor i teòleg que arribà a ser l'intel·lectual més representatiu del Modernisme Bíblic dins de l'església catòlica. Fou un crític dels punts de vista tradicionals sobre el mite de la creació bíblica. Les seves posicions teològiques entraren en conflicte amb el Vaticà, tant amb el Papa Lleó XIII com amb Pius X. L'any 1893, fou destituït com a professor de L'Institut Catòlic de París. Els seus llibres foren condemnats pel Vaticà i, l'any 1893, va ser excomunicat.
La frase més famosa de Loisy fou "Jesús anuncià la vinguda del Regne, però és l'Església que ha vingut"(‘Jésus annonçait le Royaume et c'est l'Église qui est venue': Loisy 1902)